# Psidium parvifolium
Psidium parvifolium är en myrtenväxtart som först beskrevs av August Heinrich Rudolf Grisebach, och fick sitt nu gällande namn av August Heinrich Rudolf Grisebach. Psidium parvifolium ingår i släktet Psidium och familjen myrtenväxter. Inga underarter finns listade i Catalogue of Life.